# ته شب
تهِ شب نام داستانی کوتاه اثر محمود دولت‌آبادی می‌باشد، این داستان اولین داستان دولت‌آبادی است که در سال ۱۳۴۱ در بولتن مجله (آناهیتا) متعلق به مصطفی اسکویی به همت سعید سلطان‌پور منتشر شد.  این زمانی بوده که وی بیست یا بیست و یک سال داشته است.
این داستان همچنین در مجموعه‌آثار دولت‌آبادی که با عنوان کارنامۀ سپنج منتشر شده با مشخصات زیر به چاپ رسیده‌است:
- ته شب، در کارنامۀ سپنج: مجموعه داستان، تهران: فرهنگ معاصر و چشمه، چاپ دوم: ۱۳۷۸؛ صص ۱-۱۸.